# Quần đảo Raevski

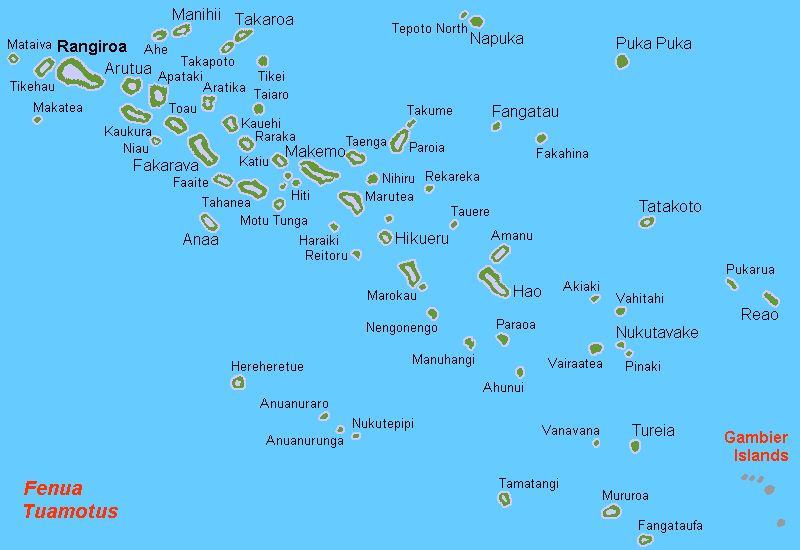
Map of the Tuamotus; Bản đồ Tuamotu với Quần đảo Raevski ở vùng trung tâm.

Quần đảo Raevsky hay Quần đảo Raeffski (Tiếng Pháp : Îles Raéffsky hay Îles Raevski) là một nhóm đảo nhỏ chỉ có hơn 3000 người trong nhóm Tuamotu ở Polynesia thuộc Pháp. Chúng nằm gần khu vực trung tâm của cụm đảo san hô vòng Tuamotu chính. (Vĩ độ: 16° 45' 0 N, Kinh độ: 144° 13' 60 W.) Được đặt theo tên của Nikolay Raevsky, một vị tướng người Nga trong các cuộc chiến tranh Napoleon.

## Đảo san hô
Quần đảo Raevski bao gồm các đảo san hô sau:
- Hiti (không có người ở)
- Tepoto Sud (không có người ở)
- Tuanake (không có người ở)